# 伊瓦涅斯鎮
伊瓦涅斯鎮（西班牙語：Villa Ibáñez），是阿根廷的城鎮，位於該國西部門多薩省，首府是烏柳姆縣，海拔高度763米，該地區的地震活動頻繁和低強度，2001年人口4,886。